# Główny Instytut Górnictwa
Główny Instytut Górnictwa – Państwowy Instytut Badawczy – instytut badawczy działający na podstawie ustawy z dnia 30 kwietnia 2010 roku o instytutach badawczych, nadzorowany przez Ministra Przemysłu.
GIG-PIB jest jedną z największych jednostek badawczych w Polsce. Jego działalność obejmuje obszary górnictwa i geoinżynierii, inżynierii środowiska, bezpieczeństwa pracy w przemyśle, certyfikacji wyrobów czy też Czystych Technologii Węglowych. Posiada kategorię naukową A.
Jest Jednostką Notyfikowaną w zakresie trzech dyrektyw Unii Europejskiej:
- 2014/34/UE (ATEX),
- 2006/42/WE (MASZYNY),
- 2014/28/UE (MATERIAŁY WYBUCHOWE) oraz rozporządzenia CPR 305/2011 (WYROBY BUDOWLANE).

GIG-PIB posiada międzynarodową akredytację IECEx, dzięki czemu certyfikaty według tego schematu wydawane przez GIG są honorowane w wielu krajach na świecie, bez konieczności dokonywania dodatkowej oceny. Laboratoria badawcze i wzorcujące Instytutu posiadają akredytacje Polskiego Centrum Akredytacji a system zarządzania jest certyfikowany przez Polskie Centrum Badań i Certyfikacji .
GIG-PIB posiada pełne uprawnienia akademickie do nadawania stopni i tytułów naukowych doktora i doktora habilitowanego nauk inżynieryjno-technicznych w dyscyplinie „inżynieria środowiska, górnictwo i energetyka” oraz ma możliwość występowania o tytuł profesora w tej dyscyplinie naukowej.

## Historia

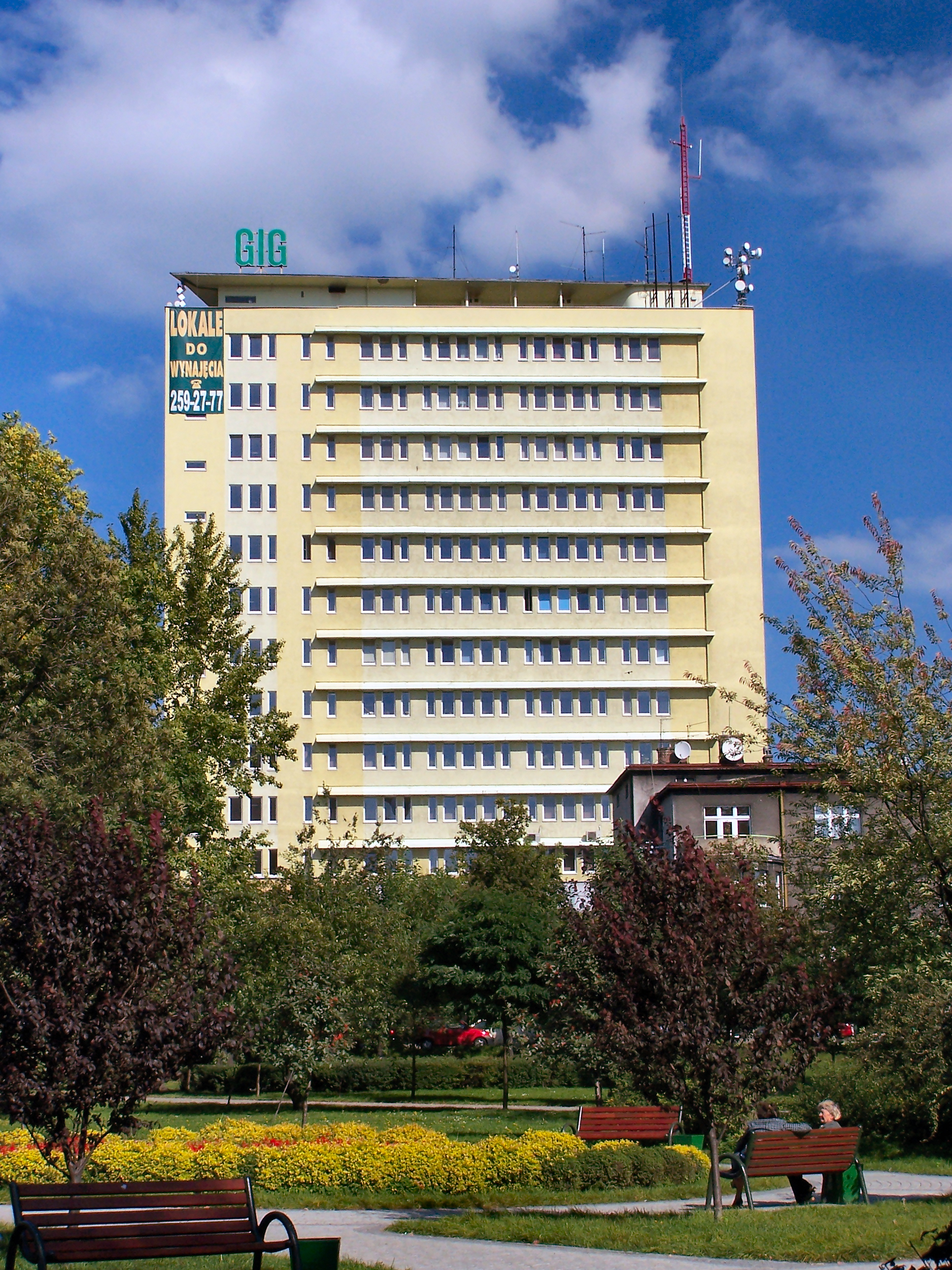
Wieżowiec GIG w 2006 roku, powstały w 1971 roku

Historia Głównego Instytutu Górnictwa ma swój początek w roku 1925 i wiąże się z powstaniem Kopalni Doświadczalnej Barbara – Centrali Ratownictwa Górniczego i Obserwatorium Magnetycznego w Mikołowie. W czasie II wojny światowej kopalnia była nieczynna. Wznowiła pracę tuż po jej zakończeniu jako część powołanego w 1945 roku Instytutu Naukowo-Badawczego Przemysłu Węglowego, którego pierwszym dyrektorem został prof. dr inż. Tadeusz Laskowski. Siedziba Instytutu w latach 1945–1948 mieściła się w Katowicach przy ulicy Stawowej 19. Od 1 kwietnia 1948 roku, w wyniku zarządzenia Ministra Przemysłu i Handlu, instytut wszedł w skład Głównego Instytutu Paliw Naturalnych (GIPN) pod nazwą Instytut Węglowy, a jego siedzibę przeniesiono na rozległe tereny przy ulicy Katowickiej 64 (obecnie plac Gwarków 1), gdzie znajduje się do dzisiaj. Kolejna reorganizacja, która miała miejsce w 1950 roku, spowodowała rozwiązanie GIPN, a nazwę Instytutu Węglowego zmieniono ostatecznie na Główny Instytut Górnictwa. W latach 1954–1963 infrastrukturę instytutu sukcesywnie powiększano o kolejne hale technologiczne, pracownie i laboratoria, a w 1971 roku oddano do użytku 13-kondygnacyjny biurowiec, któremu w 2020 roku, po gruntownym remoncie, nadano nazwę GIG Office Point. W 2023 r. GIG otrzymał status państwowego instytutu badawczego.

## Kadra zarządzająca i pracownicy
Obecnie w skład kadry zarządzającej Głównym Instytutem Górnictwa wchodzą:
- Jarosław Zagórowski – dyrektor[10].
- dr inż. Jan Bondaruk – zastępca dyrektora ds. inżynierii środowiska[11]
- dr inż. Zbigniew Lubosik – zastępca dyrektora ds. geoinżynierii i bezpieczeństwa przemysłowego, dyrektor Kopalni Doświadczalnej „Barbara”
- Joanna Rybak – zastępca dyrektora ds. finansowo-ekonomicznych
- prof. dr hab. Adam Smoliński – sekretarz naukowy

## Struktura
W strukturze GIG, obejmującej kilkanaście zakładów naukowo-badawczych oraz liczne laboratoria i pracownie, szczególne miejsce zajmują interdyscyplinarne centra badawcze:
- Centrum Czystych Technologii Węglowych (CCTW)[12],
- Centrum Inżynierii Środowiska (CIS)[13],
- Centrum Badań nad Klimatem i Odnawialnymi Źródłami Energii (CKOZE)[14],
- Śląskie Centrum Radiometrii Środowiskowej im. Marii Goeppert-Mayer[15],
- Jednostka Oceny Zgodności – specjalistyczna jednostka zajmująca się certyfikacją, notyfikacją i akredytacją[16],
- Centrum Rozwoju Kompetencji – jeden z największych w województwie śląskim ośrodków szkoleniowych[17],
- Kopalnia Doświadczalna „Barbara” – jedyny w Europie podziemny poligon doświadczalny[18].

### Centrum Czystych Technologii Węglowych (CCTW)
Nowoczesny kompleks laboratoryjno-badawczy o ogólnej powierzchni użytkowej wynoszącej ponad 9000 m². Prowadzi się tu prace badawcze oraz doświadczenia w różnych skalach, związane z minimalizacją środowiskowych skutków wykorzystania węgla, rozpoznania potencjału składowania dwutlenku węgla, oceny jakości paliw stałych, efektywności wytwarzania i użytkowania energii. W części technologicznej znajdują się wielkoskalowe instalacje do realizacji prac naukowo-badawczych dotyczących perspektywicznych procesów chemicznego przetwórstwa węgla.

### Centrum Inżynierii Środowiska (CIS)
Jednostka powołana do prowadzenia prac badawczo-rozwojowych, a także świadczenia usług w zakresie inżynierii środowiska i zielonej gospodarki. Centrum grupuje szereg specjalistycznych laboratoriów oraz ekspertów różnych specjalności, co pozwala na kompleksowe podejście do działalności, skoncentrowanej na ograniczaniu skutków oddziaływania człowieka na środowisko, ochronie zasobów naturalnych i ich użytkowaniu zgodnie z zasadami zrównoważonego rozwoju, a także gospodarki o obiegu zamkniętym.
Badania obejmują praktycznie wszystkie czynniki mające wpływ na jakość środowiska: od szczegółowych analiz poszczególnych elementów środowiska, poprzez monitoring zdegradowanych terenów poprzemysłowych, ocenę stanu powietrza, gleby, wód, ścieków i osadów, aż po szczegółowe badania produktów rolnych i spożywczych. Kluczowym obszarem działania CIS jest przywracanie walorów użytkowych terenom zdegradowanym – to tutaj realizowane są kolejne etapy tworzenia Ogólnodostępnej Platformy Informacji Terenów Poprzemysłowych (OPI-TPP2.0), czyli bazy danych i portalu wraz z narzędziami analitycznymi wspomagającymi procesy przywracania tych terenów do obiegu gospodarczego i społecznego poprzez świadczenie usług ekosystemowych.

### Centrum Badań nad Klimatem i Odnawialnymi Źródłami Energii (CKOZE)
Jednostka prowadząca interdyscyplinarne prace badawcze, analityczne, studialne i pomiarowe związane z ograniczaniem emisji gazów cieplarnianych, technologiami CCS i CCU oraz ochroną powietrza atmosferycznego i eliminowaniem źródeł niskiej emisji. Zakres prowadzonych tu badań obejmuje problematykę konwersji energii chemicznej odpadów i biomasy do energii użytkowej, wykorzystanie wodoru i paliw alternatywnych dla ogniw paliwowych do produkcji energii elektrycznej, magazynowania energii elektrycznej i ciepła oraz wykorzystania odnawialnych źródeł energii, również w układach skojarzonych. Prowadzone są tu także analizy techniczno-ekonomiczne wytwarzania, użytkowania energii, zarządzania popytem i wspomagania inwestycji w źródła odnawialne i niskoemisyjne i certyfikacja wyrobów OZE.

### Śląskie Centrum Radiometrii Środowiskowej im. Marii Goeppert-Mayer
Jednostka powołana do badania promieniotwórczości naturalnej oraz skażeń promieniotwórczych w środowisku pracy, domach mieszkalnych i środowisku naturalnym. Jej działalność badawczo-rozwojowa obejmuje radiometrię, dozymetrię radiacyjną, ochronę radiologiczną i radioekologię, a unikatowy na polskim rynku sprzęt badawczy, umożliwia między innymi kalibrację i wzorcowanie przyrządów mierzących wszystkie rodzaje promieniowania. Prowadzone są tu prace badawcze i usługowe związane między innymi ze stężeniem izotopów promieniotwórczych, dawkami promieniowania jonizującego, badania radonu i aerozoli atmosferycznych, a także ciągły monitoring skażeń promieniotwórczych przyziemnej warstwy powietrza atmosferycznego, w ramach ogólnopolskiej sieci wczesnego wykrywania awarii obiektów jądrowych, nadzorowanej przez Państwową Agencję Atomistyki. Centrum jest członkiem sieci ALMERA, koordynowanej przez IAEA (Międzynarodową Agencję Energii Atomowej), posiada akredytację PCA na wykonywane badania oraz zatwierdzenie Powiatowego Inspektora Sanitarnego w zakresie badań wody przeznaczonej do spożycia.

### Jednostka Oceny Zgodności (JOZ)
Jednostka realizująca wszystkie zadania związane z certyfikacją, notyfikacją, akredytacją oraz badania, wykonywane na ich potrzeby. Laboratoria JOZ posiadają akredytację Polskiego Centrum Akredytacji oraz systemu IECEx na wykonywanie badań urządzeń i systemów ochronnych z wykorzystaniem mieszanin wybuchowych gazów i par cieczy palnych. Realizuje się tu badania urządzeń przeznaczonych dla różnych gałęzi przemysłu:
- badania i certyfikacja w obszarze dyrektywy 2014/28/UE (materiały wybuchowe do użytku cywilnego) – pełny zakres dyrektywy, wszystkie moduły,
- badania i certyfikacja w obszarze dyrektywy 2014/34/UE (ATEX – urządzenia i systemy przeznaczone do użytku w atmosferze potencjalnie wybuchowej) – pełny zakres dyrektywy, wszystkie moduły,
- badania i certyfikacja w ramach systemu IECEx,
- certyfikacja w obszarze dyrektywy 2006/42/WE (maszyny),
- certyfikacja w obszarze Rozporządzenia CPR 305/2011 (materiały budowlane),
- certyfikacja zgodności i na znak bezpieczeństwa „B”,
- certyfikacja systemów zarządzania jakością, zarządzania środowiskowego i zarządzania bhp,
- certyfikacja osób (personelu).

Jednostka Oceny Zgodności posiada akredytację Polskiego Centrum Akredytacji obejmującą:
- Certyfikat akredytacji Jednostki Certyfikującej Wyroby Nr AC 038 wydany przez Polskie Centrum Akredytacji, którym zostały potwierdzone kompetencje Jednostka Oceny Zgodności (JOZ) w zakresie spełnienia wymagań normy PN-EN ISO/IEC 17065:2013-03 „Ocena zgodności. Wymagania dla jednostek certyfikujących wyroby, procesy i usługi”. Akredytowaną działalność określoną w „Zakresie Akredytacji Jednostka Oceny Zgodności Nr AC 038” (wydany przez PCA, wyd. nr17, data wydania 5 marca 2019 r.)
- Certyfikat akredytacji Jednostka Oceny Zgodności Nr AC 083 wydany przez Polskie Centrum Akredytacji, którym zostały potwierdzone kompetencje Jednostka Oceny Zgodności w zakresie spełnienia wymagań normy PN-EN ISO/IEC 17021-1:2015-09 „Ocena zgodności. Wymagania dla jednostek prowadzących audyty i certyfikację systemów zarządzania – Część 1: Wymagania”.
- Akredytowaną działalność określoną w „Zakresie Akredytacji Jednostka Oceny Zgodności Nr AC 083” (wydany przez PCA, wyd. nr 14, data wydania 1 marca 2019 r.) Jednostka Oceny Zgodności – „Zespół d.s. Certyfikacji” realizuje w procesach[16]:
  - Certyfikacja Zgodności Systemu Zarządzania Jakością (QMS) z wymaganiami normy PN-EN ISO 9001,
  - Certyfikacja Zgodności Systemu Zarządzania Środowiskowego (EMS) z wymaganiami normy PN-EN ISO 14001,
  - Certyfikacja Zgodności Systemu Zarządzania Bezpieczeństwem i Higieną Pracy (BHP) z wymaganiami normy PN-N-18001:2004.

Powyższe procesy oceny prowadzone są w ramach certyfikacji dobrowolnej.
Certyfikat akredytacji Jednostka Oceny Zgodności Nr AC 145 wydany przez Polskie Centrum Akredytacji, którym zostały potwierdzone kompetencje Jednostki Oceny Zgodności w zakresie spełnienia wymagań normy PN-EN ISO/IEC 17024:2012 „Ocena zgodności. Ogólne wymagania dotyczące jednostek certyfikujących osoby”.

### Centrum Rozwoju Kompetencji GIG (CRK)
CRK GIG to znaczący ośrodek szkoleniowy w regionie, który powstał w 1996 roku. Rocznie kształci kilka tysięcy osób na różnego rodzaju kursach, szkoleniach i studiach podyplomowych. Wiele z nich prowadzonych jest we współpracy z renomowanymi uczelniami, takimi jak na przykład Szkoła Główna Handlowa. Zakres działań obejmuje organizację specjalistycznych przedsięwzięć edukacyjno-szkoleniowych oraz rozwój metod dydaktycznych wykorzystujących nowoczesne technologie informatyczne, w tym technologię wirtualnej rzeczywistości VR.

### Kopalnia Doświadczalna Barbara

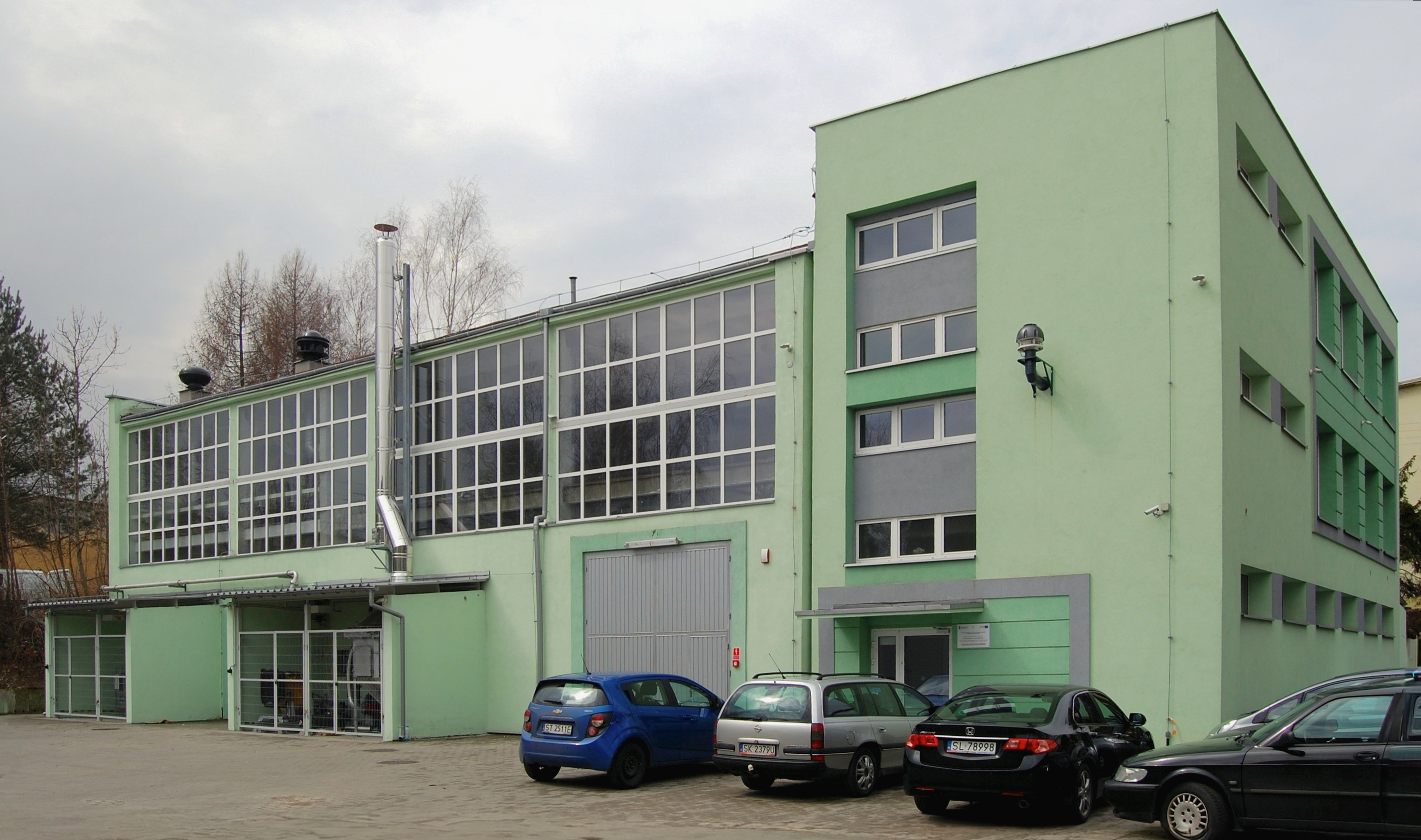
Zabudowa Kopalni Doświadczalnej „Barbara”

Powstała w 1925 roku w Mikołowie. Od 1850 do 1921 roku funkcjonowała jako kopalnia „Anna”. Należała do księcia pszczyńskiego Jana Henryka Hochberga i wydobywała węgiel koksujący. W 1924 roku kopalnia Anna/Barbara ostatecznie zaprzestała wydobycia. Nieczynny obiekt w 1925 roku, za 2200 franków szwajcarskich wydzierżawił od księcia pszczyńskiego Górnośląski Związek Kopalń i Hut i przeniósł tam Stację Doświadczalną i Centralę Ratownictwa Górniczego. Pełna nazwa placówki brzmiała wówczas: Kopalnia Doświadczalna Barbara, Centrala Ratownictwa Górniczego i Obserwatorium Magnetyczne w Mikołowie.
KD Barbara była pierwszą w Polsce jednostką prowadzącą badania na rzecz bezpieczeństwa pracy w górnictwie. Jej głównym zadaniem było prowadzenie badań nad wybuchowością pyłów i gazów kopalnianych oraz bezpiecznym stosowaniem materiałów wybuchowych, a także zagadnienia związane z ratownictwem górniczym.
Nowo powołaną Kopalnię Doświadczalną Barbara, wspólnie z Józefem Juroffem organizował Wacław Cybulski, który prowadził tu pionierskie badania, dotyczące zwalczania zagrożenia wybuchami metanu i pyłu węglowego oraz badania materiałów wybuchowych i urządzeń elektrycznych. Wyniki tych badań stanowiły podstawy dla tworzenia przepisów górniczych.
Od 1945 roku Kopalnia Doświadczalna Barbara funkcjonuje w ramach GIG, będąc jednym z kluczowych elementów jego struktury naukowo-badawczej.
Obecnie poligon doświadczalny KD Barbara jest jedynym w Europie, w którym można przeprowadzać badania wybuchów gazów i pyłów w naturalnej skali oraz testować maszyny i urządzenia przeznaczone do pracy w atmosferze wybuchowej w warunkach rzeczywistych dla wszystkich branż przemysłu. Specjalistyczne badania prowadzone są w unikatowych, podziemnych i naziemnych stanowiskach doświadczalnych. Należą do nich m.in. 100-metrowa sztolnia doświadczalna, komory doświadczalne służące do oznaczania parametrów wybuchowości mieszanin pył-powietrze czy sieć podziemnych chodników doświadczalnych umożliwiających badania w dużej skali.